# Odensbacken
Odensbacken est une localité suédoise de 1 384 habitants dans la commune d'Örebro.